# 교회사
교회사(영어: Church history) 또는 교회의 역사는 기독교의 역사와 교회가 시작된 이래로 발전해 온 방식을 연구하는 신학의 한 분야이다.

## 같이 보기
- 역사신학